# Barège

Promenadkostym av grågult barège. Tyget inköpt av Wilhelmina von Hallwyl omkring 1870 hos en handlande i Stockholm.

Barège är ett ursprungligen i södra Frankrike (Barèges) tillverkat tyg av ylle, halvylle eller silke.
Barège var modernt under 1820-50-talet till klänningar och schalar. Det är lätt och glest, ofta mönstrat och gärna med tätare ränder eller rutor.